# Битые пиксели
В матричных устройствах, состоящих из большого количества одинаковых ячеек, например компьютерных дисплеях, нередко встречаются дефекты изображения, проявляющиеся только на одной ячейке или небольшой группе ячеек. Наиболее распространенные дефекты:
«Холодные пи́ксели»
«Би́тые пи́ксели» (а также «мёртвые» или «плохие» пиксели, официальное название — дефектные пиксели, англ. defective pixels) — дефект электронного устройства, воспринимающего или воспроизводящего изображение и имеющего пиксельную структуру. Проявляется в неизменности выходного сигнала (яркости свечения в случае монитора, данных в цифровом файле в случае матрицы цифрового фотоаппарата) нескольких пикселей.
«Горя́чие пи́ксели» (англ. hot pixels) — дефект, при котором значение выходного сигнала имеет неверную зависимость от входного, или выходной сигнал в наибольшей степени зависит от иных факторов (температура, значение соседних пикселей).
«Зави́симые пи́ксели» — жаргонный термин, означающий зависимость конкретного пикселя от значения его окружающих. Как правило, не заметен на реалистических изображениях. Может быть выявлен на мониторе только «шахматной» заливкой или «сеткой».
«Застрявшие пиксели» — пиксели, которые всегда «включены». Часто причиной их возникновения является внешнее воздействие. Обычно они возникают из-за транзистора, который не получает энергии, и поэтому непрерывно пропускает электричество к  RGB слою. 
Причиной появления такого дефекта является неисправность элемента матрицы, в случае «битого пикселя» — константная неисправность. Поскольку изготовление матрицы — процесс дорогой и трудоёмкий, а проверить её на неисправность можно лишь после полного изготовления, производители стараются отбраковывать продукцию как можно реже, относя её по результатам теста к одному из классов качества.
Для электронных устройств хранения информации (оперативной памяти, флеш-памяти) традиционно применяется термин «битая ячейка», «неисправная ячейка», «неисправный блок», поскольку, в отличие от фотографических и устройств отображения нет явной связи с местом дефекта на изображении.

## Битые пиксели на матрицах фототехники
В случае матрицы цифрового фотоаппарата, видеокамеры, сканера, документ-камеры или иного воспринимающего изображение устройства величиной выходного сигнала является числовое значение соответствующего пикселя в файле цифрового фотоаппарата. В подавляющем большинстве цифровых фотоаппаратов предусмотрено маскирование битых пикселей путём интерполяции их значения из соседних (тем самым превращая их в «зависимые»).
Большинством производителей наличие не более трёх (некоторыми — пяти) битых пикселей не считается браком матрицы.
Наличие «линейки» горячих пикселей, а также групп близко расположенных горячих пикселей считается браком матрицы.

## Битые пиксели на мониторах
Стандарт ISO 9241-307 устанавливает четыре класса качества мониторов по допустимому числу битых пикселей. Продавцы мониторов также устанавливают некоторый порог для своего товара, обычно соответствующий одному из классов. Мониторы с бо́льшим числом битых пикселей считаются бракованными и подлежат замене. На современных мониторах с матрицей TN film, наиболее подверженной этой болезни, «горячие пиксели» убираются процедурой ремапа (выключения отдельных пикселей).
Проверить монитор на наличие битых пикселей можно внимательным осмотром изображения, меняя его сплошную заливку на чёрный, белый, красный, зелёный, синий цвета. Отсутствие точек другого цвета при такой последовательности наверняка говорит об отсутствии битых пикселей.
Чтобы убедиться в отсутствии «горячих» и «зависимых» пикселей, дополнительно рекомендуется залить монитор шахматкой, а также сеточкой.

## Битые пиксели в видеокарте
В некоторых случаях дефектные ячейки видеопамяти на видеокарте компьютера или иного электронного устройства с аналогичным методом создания видеоизображения образуют эффект битого пикселя на мониторе любого типа. Так как неисправен обычно только один бит, характерной особенностью такого дефекта является его зависимость от применяемого разрешения видеоизображения, глубины цвета данного видеорежима и цвета пикселя.

## Способы восстановления «застрявших» пикселей
Существует несколько основных способов восстановления «застрявших» пикселей:
- Использование специальных программных решений.[1]

- Массаж «застрявшего» пикселя. Желательно использовать мягкий предмет с небольшим диаметром (ватная палочка). Температурное воздействие на устройство иногда помогает избавиться от неполадок дисплея. Для этого необходимо нагреть мягкий предмет и точно так же массировать проблемную зону. [2]

Совмещение вышеуказанных методов имеет большую эффективность, чем их одиночное использование.